# Fiera
Una fiera (dal latino fera, bestia, che indica l'esposizione di animali a fini pubblicitari e di vendita) o esposizione è una manifestazione in cui si presentano al pubblico dei prodotti, al fine di poterli vendere e/o pubblicizzare.

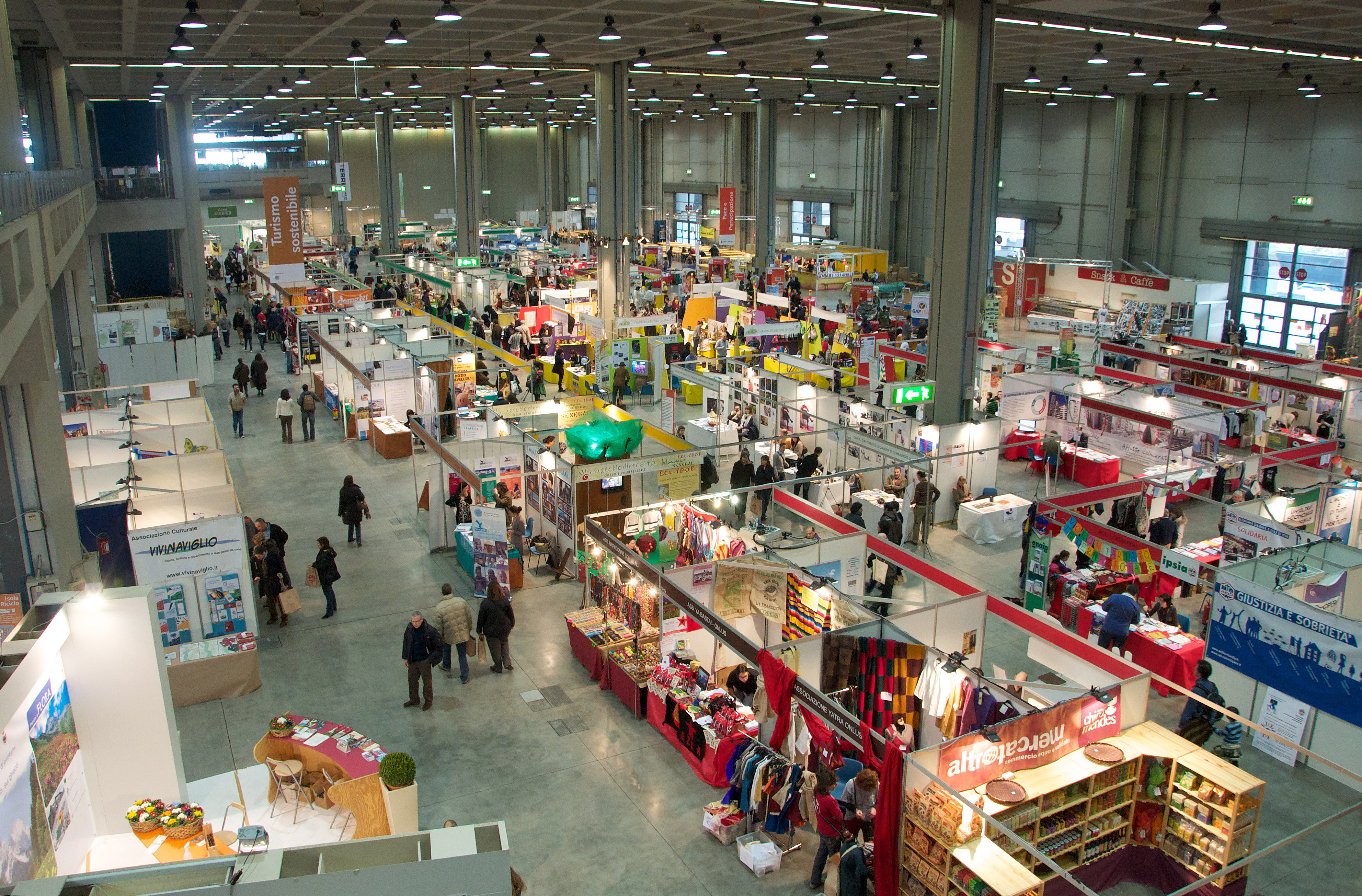
Fiera di Milano

La caratteristica delle fiere è il loro svolgimento ricorrente o periodico, tipicamente annuale, coprendo virtualmente tutti i settori di mercato e spesso con valenza internazionale. Nei soli Stati Uniti, per esempio, si svolgono ogni anno oltre 10 000 fiere campionarie.

## Storia
Grandi incontri mercantili si sono tenuti fin da tempi remotissimi. Durante l'impero romano le fiere erano festività durante le quali venivano sospese le attività lavorative e avevano spesso origine religiosa, al punto che in alcune città della Giudea e della Siria le autorità religiose ebraiche proibivano ai loro fedeli di parteciparvi in quanto contrarie ai precetti dell'ebraismo.
Nel Medioevo molte fiere si trasformarono in mercati temporanei di importanza speciale per il commercio internazionale e a lunga distanza, dato che molti commercianti intraprendevano viaggi anche di giorni per raggiungere le località nelle quali erano sicuri di poter concludere affari di compravendita. Le fiere erano normalmente collegate a ricorrenze religiose, come il giorno del santo patrono della località. In queste occasioni, i governanti concedevano l'esenzione da dazi e gabelle rendendo così più convenienti i prezzi delle merci vendute. Il privilegio della Fiera, in latino nundinas, era concesso o confermato a un paese o città tramite apposito diploma regio o del feudatario regnante scritto su pergamena ed era munito di sigillo plumbeo nel cui interno vi era impresso a fuoco su ceralacca lo stemma araldico di chi lo aveva rilasciato. Nel diploma era descritta la motivazione, il luogo e la data dove si teneva la fiera ogni anno, la durata (generalmente otto giorni consecutivi) e le relative esenzioni (gabelle, dazi, ecc.). Questo privilegio stimolava l'afflusso di compratori dall'esterno, attratti dalla possibilità di risparmiare e di concludere affari in modo più conveniente. Importante era la funzione del "mastromercato" o "maestro della fiera" il quale, oltre a regolare lo scambio delle merci, aveva il controllo della giurisdizione criminale della città limitatamente al periodo della fiera.
Le moderne fiere campionarie affondano le proprie radici nelle fiere d'affari europee del tardo medioevo nel periodo di sviluppo del capitalismo mercantile: un esempio sono le fiere della Champagne, attive fin dal XII secolo. A partire dalla fine del XVIII secolo le esposizioni industriali divennero sempre più comuni in Europa e nel Nord America seguendo le dinamiche della rivoluzione industriale. Sul finire del XIX secolo prese piede il concetto di fiere industriali settoriali su base annuale, che si diffuse dai centri manifatturieri europei fino al Nord America e nel XX secolo sorsero compagnie specializzate nell'organizzazione e nella gestione di tali eventi, con la realizzazione di strutture e centri permanenti dove svolgere a rotazione eventi differenti su un calendario ricorrente.
Nel XXI secolo la rapida industrializzazione dell'Asia ha favorito la diffusione delle fiere di settore in tutto il continente, con la Cina in posizione predominante (oltre il 55% di tutto lo spazio espositivo venduto nel 2011).

## Tipologie
Esistono diverse tipologie di fiere:
- Fiere campionarie o di settore: eventi dedicati a specifici prodotti, spesso riservati solo alle aziende, ai professionisti e alla stampa specializzata operante in quel determinato settore o aperte solo parzialmente al grande pubblico (come nel caso della Fiera del libro di Francoforte)
- Fiere agricole: eventi dedicati in cui vengono presentati animali, coltivazioni e relativi strumenti e macchinari, spesso associate anche ad eventi ricreativi o stand gastronomici aperti a tutto il pubblico
- Fiere di strada o cittadine: eventi di esposizione e vendita di beni e prodotti che si svolgono sul suolo pubblico (una piazza, una strada o una serie di strade)
- Sagre o fiere popolari: eventi di carattere locale legati a ricorrenze religiose, a raccolti agricoli o a prodotti artigianali tipici del territorio.

## Principali strutture espositive
Queste sono le più importanti strutture internazionali utilizzate per manifestazioni fieristiche:
| #  | Struttura                          | Città             | Area al coperto            | Area all'esterno           |
| -- | ---------------------------------- | ----------------- | -------------------------- | -------------------------- |
| 1  | Fiera di Hannover                  | Hannover          | 496 000 m² (5 340 000 ft²) | 58 070 m² (625 100 ft²)    |
| 2  | World Market Center Las Vegas      | Las Vegas         | 460 000 m² (5 000 ft²)     |                            |
| 3  | Fiera di Francoforte               | Francoforte       | 366 600 m² (3 946 000 ft²) | 96 000 m² (1 030 000 ft²)  |
| 4  | Fira de Barcelona                  | Barcellona        | 365 000 m² (3 930 000 ft²) | 50 000 m² (540 000 ft²)    |
| 5  | Fiera di Milano                    | Milano            | 345 000 m² (3 710 000 ft²) | 60 000 m² (650 000 ft²)    |
| 6  | Canton Fair Complex                | Canton            | 338 000 m² (3 640 000 ft²) | 43 600 m² (469 000 ft²)    |
| 7  | Las Vegas Convention Center        | Winchester        | 297 000 m² (3 200 000 ft²) |                            |
| 8  | Koelnmesse                         | Colonia           | 284 000 m² (3 060 000 ft²) | 100 000 m² (1 100 000 ft²) |
| 9  | Fiera di Düsseldorf                | Düsseldorf        | 262 740 m² (2 828 100 ft²) | 43 000 m² (460 000 ft²)    |
| 10 | McCormick Place                    | Chicago           | 248 000 m² (2 670 000 ft²) |                            |
| 11 | Parc des Expositions de Villepinte | Parigi            | 246 300 m² (2 651 000 ft²) |                            |
| 12 | Paris Expo Porte de Versailles     | Parigi            | 227 000 m² (2 440 000 ft²) |                            |
| 13 | Feria de Madrid IFEMA              | Madrid            | 200 000 m² (2 200 000 ft²) |                            |
| 14 | National Exhibition Centre         | Solihull          | 186 000 m² (2 000 ft²)     | 100 000 m² (1 100 000 ft²) |
| 15 | Fiera di Monaco                    | Monaco di Baviera | 180 000 m² (1 900 000 ft²) | 425 000 m² (4 570 000 ft²) |
| 16 | Fiera di Roma                      | Roma              | 180 000 m2                 | 210 000 m2                 |
| 17 | Fiera di Norimberga                | Norimberga        | 180 000 m² (1 900 000 ft²) | 50 000 m² (540 000 ft²)    |
| 18 | Rimini Fiera                       | Rimini            | 169 000 m² (1 820 000 ft²) |                            |
| 19 | Fiera di Berlino                   | Berlino           | 160 000 m² (1 700 000 ft²) | 390 000 m² (4 200 000 ft²) |
| 20 | Fiera di Verona                    | Verona            | 155 000 m2                 | 154 000 m2                 |